# St. James, Minnesota
St. James är en stad i Watonwan County i delstaten Minnesota. Enligt 2020 års folkräkning hade St. James 4 793 invånare. Staden är administrativ huvudort i Watonwan County.